# Planchonella macropoda
Planchonella macropoda är en tvåhjärtbladig växtart som beskrevs av Herman Johannes Lam. Planchonella macropoda ingår i släktet Planchonella och familjen Sapotaceae. Inga underarter finns listade i Catalogue of Life.